# 金辰明
金 辰明（キム・ジンミョン、1957年8月31日または1958年 - ）は、韓国釜山（プサン）出身の小説家。
民族主義的な大衆小説で知られる。

## 作品傾向
極めて強硬かつ権威主義的な民族主義に転んでいる作品がほとんどで、国家主義といっても差し支えがない。
ストーリーもほぼワンパターンで、陰謀論と朴正煕（パク・チョンヒ）への憧れ、そして曖昧な民族主義が必須的なアイテムといえる。だが、だいたいの読者には興味の対象として読まれている程度にとまっているほど、両立できない｢朴正煕｣と｢民族主義｣を同時に追求しているのが彼の小説の問題点としてよく指摘されている。

### 経歴
韓国外国語大学校卒。

## 作品
- ムクゲノ花ガ咲キマシタ(무궁화 꽃이 피었습니다)

韓国では100万部を売ったベストセラーになった。
北朝鮮と組んで日本に原爆を落とすという内容。
1994年に翻訳本が、徳間書店から上下巻で刊行された。
- 韓半島(朝鮮半島、한반도)
- 天よ地よ(하늘이여 땅이여)

韓国の金融危機が内容。
- かずおの国(가즈오의 나라)

広開土王碑に関する内容
- 皇太子妃拉致事件(황태자비 납치사건)

日本国皇太子妃皇太子徳仁親王妃雅子が韓国人留学生に拉致されるという内容。
- korea.com(코리아닷컴)
- バイ・コリア(바이 코리아)
- 第3のシナリオ(제3의 시나리오)
- ギャンブル師(도박사)
- 薩水(さっすい、살수)
- 神の死(신의 죽음)
- 千年の禁書（천년의 금서）
- 預言（예언）
- 米中戦争（미중전쟁）[4][5]
- 直指（직지）[6]
- ウイルスX（바이러스 X）
- 高句麗（고구려）

### 翻訳
- 『ムクゲノ花ガ咲キマシタ』 上、方千秋訳、徳間書店、1994年8月。ISBN 4-19-860149-6。
- 『ムクゲノ花ガ咲キマシタ』 下、方千秋訳、徳間書店、1994年8月。ISBN 4-19-860150-X。
- 『バイ・コリア』琴玲夏訳、ダイヤモンド社、2003年12月。ISBN 4-478-93047-3。
- 『謀略の半島』裴淵弘訳、牧野出版、2006年11月。ISBN 4-89500-097-4。
- 『中国が北朝鮮を呑みこむ日』白香夏訳、ダイヤモンド社、2007年5月。ISBN 978-4-478-00110-3。
- 『預言』舘野晳、大和田清美訳、光言社、2017年12月。ISBN 978-4876562022[7]。